# José María González Ortea
José María González Ortea (Gijón, Astúries, 1946 - Palma, 18 de març de 2015) fou un polític balear d'origen asturià. Estava casat amb Catalina Enseñat Enseñat.
En 1974 es llicencià com a enginyer de camins, canals i ports i es va instal·lar a Mallorca, on va treballar en nombrosos estudis i projectes. Alhora milità en el Partit Liberal, amb el qual es va integrar a Alianza Popular i després al Partit Popular de les Illes Balears, amb el que fou elegit diputat a les eleccions al Parlament de les Illes Balears de 1987, 1991, 1995 i 1999.
Fou conseller de turisme del primer govern de Jaume Matas (1996-1999) i també conseller del Consell de Mallorca.
També fou president de la Confederació Hidrogràfica del Xúquer entre novembre de 2002 i maig de 2004, i el de gerent del Fogaiba entre juny de 2005 i juliol de 2007.